# Pulau Tekong
Pulau Tekong, także Tekong Island (chiń. upr. 德光岛; pinyin Déguāng Dǎo; malajski Pulau Tekong, tamil. தேக்கோங் தீவு, Tekkon tiwu) – druga pod względem wielkości przybrzeżna wyspa Singapuru o powierzchni 24,43 km². Jest wciąż powiększana przez prace osuszeniowe prowadzone na jej południowym i północno-zachodnim wybrzeżu, w wyniku których docelowo przyłączone zostaną wyspa Pulau Tekong Kechil i niewielkie wysepki otaczające. Pulau Tekong znajduje się przy północno-wschodnim wybrzeżu Singapuru, na wschód od wyspy Pulau Ubin. Geograficznie, bliżej jej jest do stanu Johor w Malezji niż do głównej wyspy Singapuru. Na wyspie znajduje się sztuczny zbiornik wodny Pulau Tekong Reservoir.